# Vipio nomas
Vipio nomas är en stekelart som beskrevs av Kokujev 1907. Vipio nomas ingår i släktet Vipio och familjen bracksteklar. Inga underarter finns listade i Catalogue of Life.